# Caloxiphus
Caloxiphus is een geslacht van rechtvleugeligen uit de familie sabelsprinkhanen (Tettigoniidae). De wetenschappelijke naam van dit geslacht is voor het eerst geldig gepubliceerd in 1898 door Saussure & Pictet.

## Soorten
Het geslacht Caloxiphus omvat de volgende soorten:
- Caloxiphus atrosignatus Beier, 1962
- Caloxiphus brevifolius Brunner von Wattenwyl, 1895
- Caloxiphus championi Saussure & Pictet, 1898
- Caloxiphus nigrostriolatus Brunner von Wattenwyl, 1895